# Йоганнес Гелльмерс
Йоганнес Гелльмерс (дан. Johannes Hellmers; 23 жовтня 1918 — 15 грудня 1999) — данський офіцер, лейтенант данської армії, гауптштурмфюрер резерву військ СС. Кавалер Лицарського хреста Залізного хреста.

## Біографія
20 квітня 1937 року поступив на службу в данську армію. В 1938 році навчався у сільськогосподарському училищі. В травні 1939 року повернувся на службу в армію. 9 квітня 1940 року брав участь у опорі німецьким військам: з трьох легких гармат данці стріляли по німецьких частинах. 19 липня 1941 року вступив у вільний корпус СС «Данмарк». 1 січня 1942 року переведений у запасний батальйон в Граці-Вецельсдорфі, 12 травня — у 9-й піхотний полк СС дивізії СС «Мертва голова». В лютому 1943 року переведений у мотоциклетний полк СС «Туле» своєї дивізії. 19 серпня 1943 року, після поранення і одужання, перейшов у запасний танково-розвідувальний дивізіон СС. З 18 жовтня 1943 по 11 березня 1944 року — навчався на офіцерських курсах в юнкерському училищі СС в Бад-Тельці. З 30 липня 1944 року — командир 6-ї роти 2-го батальйону 49-го добровольчого танково-гренадерського полку СС «Де Рюйтер» 23-ї добровольчої танково-гренадерської дивізії СС «Недерланд». За різними джерелами, кінець Другої світової війни Гелльмерс зустрів або в Курляндії, або в Берліні, де воював у складі 24-го танково-гренадерського полку СС «Данмарк» 11-ї добровольчої танково-гренадерської дивізії СС «Нордланд».

## Сім'я
23 травня 1942 року одружився зі своєю вагітною нареченою, німкенею Маргаритою Мац (25 червня 1922, Марбург). 28 листопада 1942 року в пари народилась дочка.

## Звання
- Унтерштурмфюрер резерву військ СС (травень 1942) — патент від 19 липня 1941 року.
- Оберштурмфюрер резерву військ СС (10 березня 1944)
- Гауптштурмфюрер резерву військ СС (квітень 1945) — патент від 18 грудня 1944 року.

## Нагороди
- Залізний хрест
  - 2-го класу (20 квітня 1943)
  - 1-го класу 930 липня 1944)
- Нагрудний знак «За поранення» в чорному (28 квітня 1943)
- Нагрудний знак «За танкову атаку» в бронзі (20 жовтня 1944)
- Нагрудний знак ближнього бою
  - в бронзі (9 листопада 1944)
  - в сріблі (1945)
- Німецький хрест в золоті (18 грудня 1944)
- Лицарський хрест Залізного хреста (5 березня 1945)